# 瓦拉幾亞
瓦拉几亚（羅馬尼亞語：Țara Românească，發音：[ˈt͡sara romɨˈne̯askə]）是一个曾存在于1290年-1859年之间的大公国，也是一个历史与地理上的概念。瓦拉几亚地处下多瑙以北、南喀尔巴阡山脉以南，传统上可划分为蒙特尼亚（大瓦拉几亚）与奥尔特尼亚（小瓦拉几亚）两个区域。瓦拉几亚地区是现代罗马尼亚的一部分。瓦拉几亚罗马尼亚语名称的字面意思是“罗马尼亚人的国家”，而“瓦拉几亚”这一名称则是源于瓦拉几亚主体民族的名称“瓦拉几人”。
瓦拉几亚的历史可以追溯到13世纪末，此时的瓦拉几亚名义上仍然是匈牙利王国的一部分。1330年，瓦拉几亚击退入侵的匈牙利军队，成为一个独立的大公国。1417年，瓦拉几亚接受奥斯曼的宗主权，成为奥斯曼的一个附庸国:41-42。但在这期间瓦拉几亚也曾与奥斯曼发生过冲突，“穿刺公”弗拉德三世以他残酷对待奥斯曼入侵者的手段而闻名，也使瓦拉几亚与吸血鬼的传说建立联系:54-57。虽然奥斯曼帝国成功在穿刺公弗拉德三世死后逐步加强对瓦拉几亚的控制，但随奥斯曼帝国的衰落，奥斯曼帝国对瓦拉几亚的控制又逐步衰弱，与此同时，以俄国为首的列强开始在瓦拉几亚施加自身的影响力。1768年到1854年之间，瓦拉几亚曾数次被俄国短暂占领。19世纪初，俄国击败奥斯曼帝国，瓦拉几亚成为俄国的保护国。但在俄国于克里米亚战争中失败后，根据1856年《巴黎条约》，瓦拉几亚不再是俄国的保护国。此后，瓦拉几亚与摩尔达维亚虽然名义上仍承认奥斯曼帝国的宗主权，但实际上已拥有高度自治权。1859年，瓦拉几亚大公亚历山德鲁·约安·库扎将瓦拉几亚与摩尔达维亚合并为罗马尼亚联合公国，即现代罗马尼亚的前身。

## 歷史

### 早期历史
后世属于瓦拉几亚的奥尔特尼亚与其他一些达契亚人生活的地区于2世纪被罗马皇帝图拉真征服，成为罗马帝国的一部分。在罗马帝国对这一地区的开发中，许多罗马人迁移到达契亚人的地区定居。这些罗马人还曾与当地的达契亚人通婚，形成了达契亚—罗马人族群，一部分达契亚人逐渐罗马化。3世纪时，因罗马帝国遭遇内部危机，不得不放弃达契亚地区。罗马的军队与政府人员的撤离大约开始于公元271年。到公元275年，罗马的军队与政府人员完全放弃了这一地区:24-28。4世纪时，君士坦丁大帝曾短暂在达契亚地区重建统治，但这一地区很快便再度被放弃:37:155。
罗马人撤离后，5世纪到6世纪之间拜占庭帝国曾对瓦拉几亚地区施加影响。斯拉夫人也曾在前往拜占庭帝国途中占据瓦拉几亚的多瑙河沿岸地区:38。公元681年，保加利亚第一帝国占据瓦拉几亚地区并建立起统治。在拜占庭于10世纪对保加利亚开战后，保加利亚帝国迅速衰落，瓦拉几亚地区先后落入佩切涅格人与突厥人的手中。1081年，南鲁塞尼亚的库曼人将瓦拉几亚地区的其他势力驱逐，成为这一地区的统治者:39-40。

### 瓦拉几亚建国
因史料的缺失，在罗马人离开后，达契亚—罗马人的行踪并不十分清楚。一种说法认为达契亚—罗马人在罗马人撤出达契亚地区后也撤退到多瑙河以南，而多瑙河以北的土地则是完全由日耳曼人、斯拉夫人等游牧民族占据。后来，一部分游牧民部落发生了罗马化。这些罗马化部落称为“瓦拉几人”，即罗马尼亚人的祖先。另一种说法认为，达契亚—罗马人中的农民与牧民并没有完全随罗马人撤离，他们仍然持续生活中瓦拉几亚地区，并与当地的罗马化族群、达契亚人混血形成现代罗马尼亚人的祖先。目前的考古学证据较支持后一种说法:32-33。
鲁塞尼亚的库曼人在瓦拉几亚地区的统治终结于1241年。西征的蒙古人将库曼人击败，并且可能曾在瓦拉几亚建立起统治:39。1241年，拔都汗领兵西侵今天的罗马尼亚地区，但他在1242年因内部事务而撤军，且终身未再西侵:36-37。1247年，在完成对特兰西瓦尼亚的征服后，匈牙利国王继续向东扩张，并许诺将沃尔沃达立托维与塞奈斯落等地留给罗马尼亚人。此后几十年里，瓦拉几亚地区可能曾由匈牙利与保加利亚统治过。而这一时期相对软弱的匈牙利王国使瓦拉几亚地区的贵族势力逐渐坐大，为瓦拉几亚的独立建国埋下了种子:39:111。
13世纪晚期，罗马尼亚贵族在瓦拉几亚地区权势的增长。根据历史记录推测，瓦拉几亚的建国者内格鲁大公大约在1290年-1292年之间完成了瓦拉几亚的建国。罗马尼亚语原文使用（字面意思是“下马”）形容这一事件。关于内格鲁大公的“下马”，目前存在不同的观点。有说法认为内格鲁大公将瓦拉几亚各地的罗马尼亚贵族整合到他的旗下，组成了一个统一的国家。也有说法认为内格鲁大公建立瓦拉几亚不过是一个后世编造的传说。
1330年，由巴薩拉布一世率領的瓦拉几亚在波萨达之战中取得关键性军事胜利，击退了匈牙利王国的入侵，标志着瓦拉几亚的正式独立。瓦拉几亚独立后，曾就特兰西瓦尼亚的领土纠纷与匈牙利王国产生摩擦甚至爆发战争。但最后瓦拉几亚未能在特兰西瓦尼亚建立统治:93-94;114。

### 成为奥斯曼帝国附庸
在瓦拉几亚获得独立后，发源于小亚细亚、信仰伊斯兰教的突厥人国家奥斯曼帝国逐渐成为瓦拉几亚的威胁。14世纪末期瓦拉几亚曾多次与奥斯曼帝国爆发军事冲突。米尔恰一世（老米尔恰）在位时期，瓦拉几亚曾一度在1394年与匈牙利一起击退入侵的奥斯曼人。经过数次战争，奥斯曼帝国最终于1417年击溃瓦拉几亚，迫使瓦拉几亚承认奥斯曼的宗主权并向奥斯曼纳贡。不过瓦拉几亚并未就此彻底臣服于奥斯曼帝国，其后数百年瓦拉几亚曾多次反抗宗主奥斯曼帝国:51-53。
1417年后，瓦拉几亚与奥斯曼帝国之间又爆发过数次战争或冲突。1421年，同样是罗马尼亚人国家的摩尔达维亚公国乘米尔恰一世新逝夺取了瓦拉几亚的基里亚要塞:60-61。

### 对奥斯曼帝国的反抗

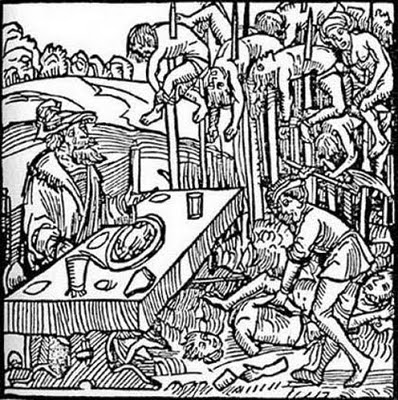
“穿刺公”弗拉德据说曾一次将数千名奥斯曼俘虏处以穿刺的酷刑

15世纪中叶统治瓦拉几亚的“穿刺公”弗拉德三世因其残酷对待奥斯曼侵略者的手段而知名。弗拉德三世曾于1448年趁弗拉迪斯拉夫二世忙于对土战争时通过政变短暂地夺取瓦拉几亚大公之位，但很快便被班师回国的弗拉迪斯拉夫二世赶下台。1456年，弗拉德三世再次抓住机会夺取瓦拉几亚大公之位。弗拉德三世是一个争议性的人物，他既被视为瓦拉几亚的英雄和国土保卫者，但也因为残忍的手段而遭受诟病。弗拉德三世曾一次将数千名奥斯曼帝国的俘虏以穿刺的手法残忍处死。因这一事迹，弗拉德三世被人称为“穿刺公”。弗拉德三世不仅以残忍的手段对待战俘，对内也采取高压政策、常使用酷刑镇压反对者。正因如此，弗拉德三世成为后世吸血鬼传说的素材。1461年，弗拉德三世因为拒绝向奥斯曼帝国缴纳年贡而招致奥斯曼帝国的入侵，他在1462年败给入侵的奥斯曼军并被再次赶下台，逃到匈牙利治下的特兰西瓦尼亚的弗拉德三世很快被匈牙利方面扣押，但1476年匈牙利支持他成为瓦拉几亚大公，并帮助他重返瓦拉几亚。但弗拉德三世很快就再次输给奥斯曼帝国、遭受兵败身亡的命运:54-57。
弗拉德三世死后，奥斯曼帝国对瓦拉几亚的控制逐步加强。瓦拉几亚大公不再由当地贵族选择，而是由奥斯曼苏丹钦定。奥斯曼苏丹常常利用这一点防止统治者在当地建立威信。此外，为了给奥斯曼帝国缴纳足够的年贡，对农民的课税也增长很多。部分农民因为无法缴纳沉重赋税而不得不卖掉土地与耕牛，沦为农奴:57-58。在16世纪上半叶，奥斯曼帝国甚至曾一度军事占领瓦拉几亚，并计划将瓦拉几亚改为直属地区。但这次危机最后以瓦拉几亚方面与奥斯曼帝国和解化解，但瓦拉几亚在此以后需要向奥斯曼帝国支付更加高昂的年贡:144-145。

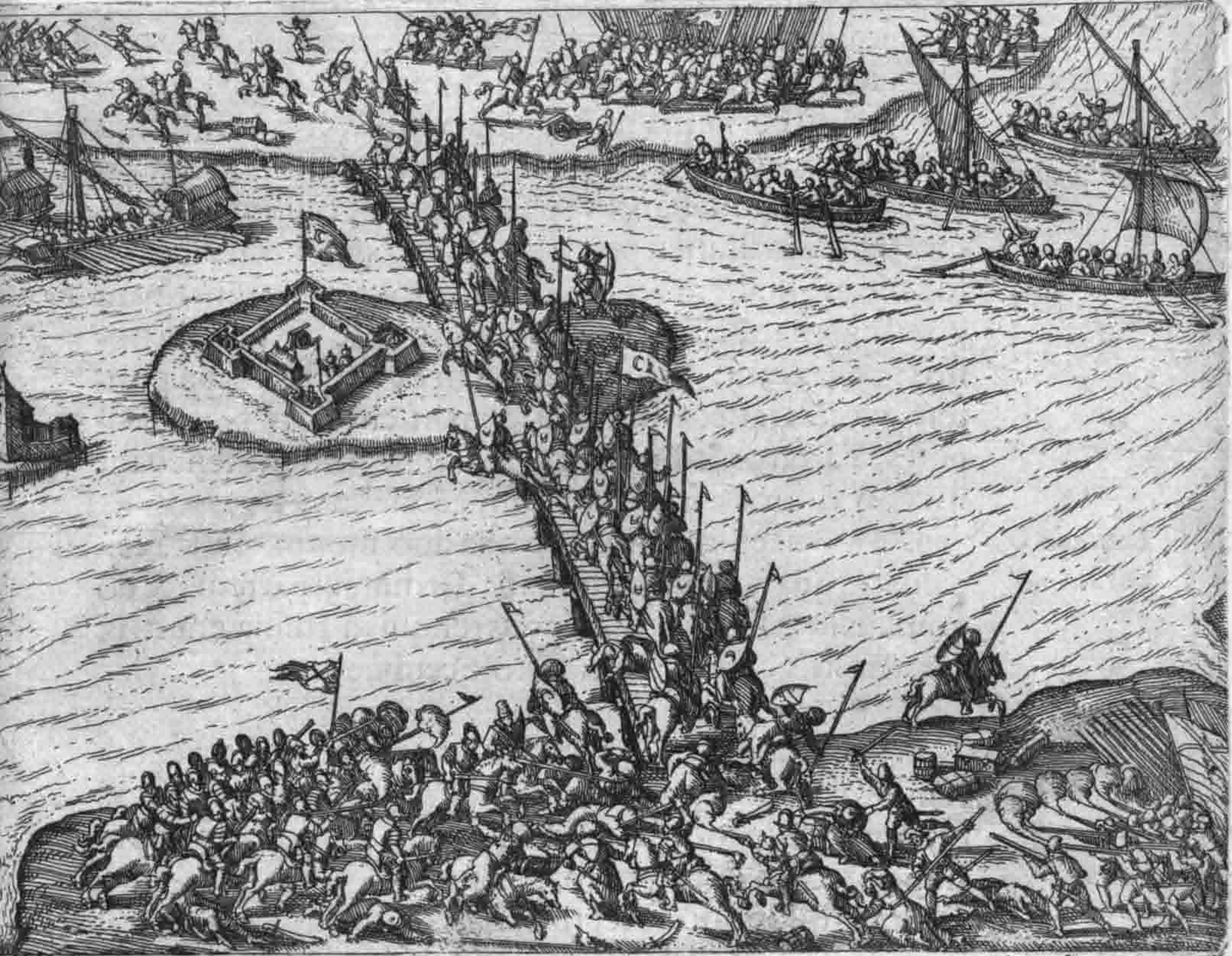
描述勇敢的米哈伊1595年大胜奥斯曼帝国军的绘画

16世纪末勇敢的米哈伊即位时，哈布斯堡王朝正计划组织一次对土战争。在哈布斯堡王朝神圣罗马帝国皇帝鲁道夫二世的邀请下，勇敢的米哈伊决定加入反对奥斯曼帝国的联合。从1594年到1598年，勇敢的米哈伊多次赢得对奥斯曼帝国战役的胜利，1595年他在卡鲁格莱尼（Călugăreni）对奥斯曼帝国的大胜更是为他赢得了“勇敢的米哈伊”的称号。最终，奥斯曼帝国不得不在1598年作出让步，承认瓦拉几亚的独立。特兰西瓦尼亚国王在同年宣布退位并将权力移交给勇敢的米哈伊，但在哈布斯堡家族的威胁下，勇敢的米哈伊不得不接受哈布斯堡王朝的宗主地位:58-60。1599年，勇敢的米哈伊又获得了摩尔达维亚的统治权，使三个罗马尼亚人国家特兰西瓦尼亚、摩尔达维亚，以及瓦拉几亚得到短暂统一。不过这次统一并未维持太久。这种联合本身也是脆弱的。在贵族的压力下，勇敢的米哈伊仍维持对农民的高压政策，而他作为一个“外来”的统治者，也不受摩尔达维亚等地的贵族的欢迎。随勇敢的米哈伊去世，瓦拉几亚本土很快就在摩尔达维亚大贵族战争中被波兰与摩尔达维亚联军占领。最后，这一短暂的联合分崩离析，瓦拉几亚和摩尔达维亚重新成为奥斯曼的附庸国，而特兰西瓦尼亚则是成为哈布斯堡奥地利的所有物:67-69:65;68。

### 18世纪到19世纪初
在奥土十五年战争结束后的一百多年中，奥斯曼帝国对瓦拉几亚的控制进一步增强，奥斯曼苏丹甚至在18世纪将来自希腊的“法纳尔”（“法纳尔”最初在瓦拉几亚担任总督一类的职务）而不是原本统治家族的成员册封为瓦拉几亚大公。这一时期的瓦拉几亚政治腐败、横征暴敛十分普遍，国土饱受战争之苦。瓦拉几亚国内的较低阶级波雅尔贵族也愈发衰落，甚至曾发起叛乱。而瓦拉几亚的宗主国奥斯曼帝国已度过最辉煌的时代，在1683年于维也纳败给奥地利一方后开始显现颓势，逐步失去在欧洲的领土。到18世纪时，哈布斯堡王朝已确立在原本属奥斯曼帝国的特兰西瓦尼亚确立统治。这一时期，瓦拉几亚在文化上也开始发生转变，罗马尼亚语开始逐渐取代原本古教会斯拉夫语与希腊语的地位。瓦拉几亚也在这一时期迁都到离奥斯曼帝国边境更近的贸易中心布加勒斯特:70-86。奥尔特尼亚（小瓦拉几亚）曾因奥斯曼帝国1716-1718年对奥地利战争的失败而一度割让给哈布斯堡王朝，不过1739年又归还给瓦拉几亚:93–96

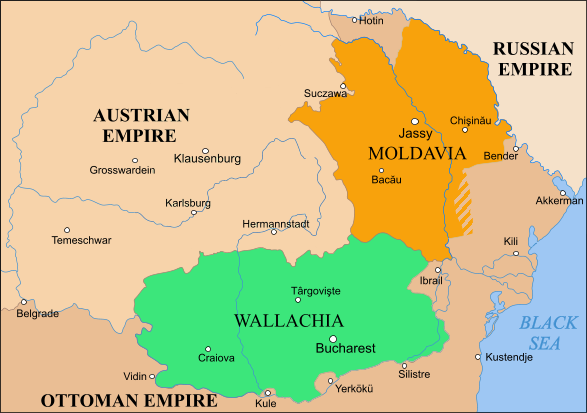
1793-1812年之间罗马尼亚诸国的版图，瓦拉几亚以绿色标出

从18世纪上半叶开始，东方新崛起的强权俄国开始与衰落中的奥斯曼帝国爆发矛盾。在俄土之间反复爆发的冲突中，瓦拉几亚曾多次被俄国占领。随俄国在俄土战争之中的不断胜利，奥斯曼帝国不断丢失领土，并被迫承认俄国的特权。随奥斯曼帝国的进一步衰落，列强纷纷在瓦拉几亚首都布加勒斯特设立领事馆。通过第六次俄土战争，俄国在1792年《雅西和约》中获得瓦拉几亚与摩尔达维亚两个大臣职务的提名权，加强了他们在瓦拉几亚的影响力:85-87。
1821年，瓦拉几亚爆发反法纳尔政权起义。虽然起义最后被镇压，但因奥斯曼帝国正苦于与希腊的战争，本身已不再支持法纳尔的统治。最后，奥斯曼在1822年决定册封瓦拉几亚的本地贵族格里戈雷·吉卡四世为瓦拉几亚大公，瓦拉几亚的“法纳尔”时代宣告落幕。1826年，奥斯曼与俄国达成协议，瓦拉几亚的贵族可以选出大公，但选举结果需要得到奥斯曼与俄国的批准:85-87;92-95。

### 成为俄国保护国

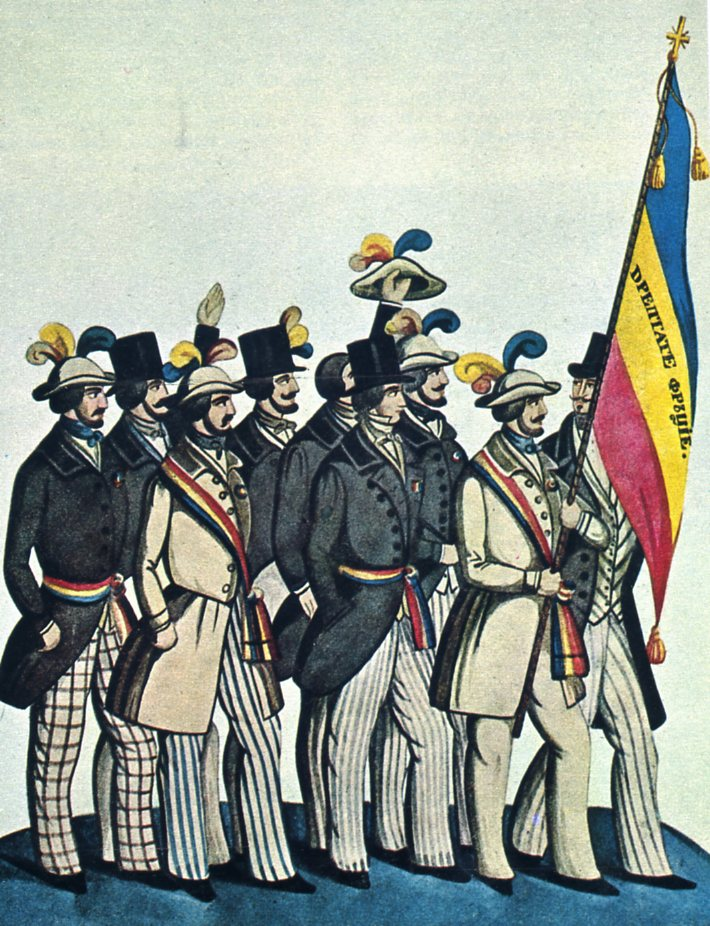
描绘1848年瓦拉几亚与摩尔达维亚革命的图画

1827年与1828年，支持希腊独立的俄国两次对奥斯曼帝国宣战。1828年，俄国军队先后占领瓦拉几亚公国与摩尔达维亚公国。根据1829年《阿德里安堡条约》，奥斯曼帝国不得不承认瓦拉几亚与摩尔达维亚的自治权，并终止在这两个国家的的经济垄断，瓦拉几亚与摩尔达维亚转而成为俄国的保护国。俄国占领者为了维持瓦拉几亚的秩序，于1829年草拟了称为“组织条例”（羅馬尼亞語：Regulamentul Organic）的宪法性文件。根据这份文件，瓦拉几亚的君主都由贵族、教士，以及资产阶级组成的大会选出并终身任职。摩尔达维亚也实行类似的制度。俄国占领者的这一改革使瓦拉几亚与摩尔达维亚的政治制度开始趋同，为后来的统一奠定了基础:95-96:122;127。在俄国的影响下，瓦拉几亚在这一时期也进行了一些其他的改革，包括重建军队、改革税制，以及改善布加勒斯特等城市的基础设施:122–127。
1848年，瓦拉几亚与摩尔达维亚爆发革命。革命者要求修订组织条例并提出一系列诉求。革命者一度成功建立起一个跨瓦拉几亚与摩尔达维亚的联合临时政府，但这场革命最后在俄国与奥斯曼帝国的武力镇压下以失败告终:96-97。

### 罗马尼亚联合公国
1853年，俄国与奥斯曼帝国之间战火再起，是为克里米亚战争。英法等西欧列强选择站在奥斯曼帝国一边。1854年，在奥地利的要求下，俄国军队从瓦拉几亚与摩尔达维亚撤出。俄国军队撤退后，奥地利军队立即占领了摩尔达维亚与瓦拉几亚大部。此后，战争重心转移到了克里米亚半岛。克里米亚战争以俄国失败告终。根据1856年《巴黎条约》，瓦拉几亚与摩尔达维亚不再是俄国的保护国，而是接受胜利方列强的“联合保护”。奥斯曼帝国虽然仍然名义上拥有瓦拉几亚的宗主权，但需要给予瓦拉几亚与摩尔达维亚高度自治的权利。
《巴黎条约》后，在西欧列强的压力下，奥斯曼帝国被迫同意让摩尔达维亚与瓦拉几亚进行有关两国联合的公投。两国都以很高票数同意了联合的动议。最终，在1859年，瓦拉几亚与摩尔达维亚联合为罗马尼亚联合公国，即现代罗马尼亚的前身。瓦拉几亚与摩尔达维亚联合成统一的罗马尼亚后，1878年，罗马尼亚正式从奥斯曼帝国获得独立:98-99。

## 政治
在成为奥斯曼帝国的附庸国后，瓦拉几亚得以继续保持大部分的领土，奥斯曼帝国也没有强迫瓦拉几亚改变国教（东正教）或更换瓦拉几亚的统治王朝。但相对地，瓦拉几亚成为奥斯曼帝国的主要农产品供应国之一、外交上也只能对奥斯曼帝国马首是瞻。瓦拉几亚大公原本是由当地贵族推举的，但随奥斯曼帝国对瓦拉几亚控制的加强，奥斯曼苏丹开始拥有在统治王朝家族内选择中意者出任瓦拉几亚大公的特权，并以此作为加强控制的手段之一。到18世纪，奥斯曼苏丹甚至选择原本统治王朝家族以外的人成为瓦拉几亚大公:57-58。

## 地理

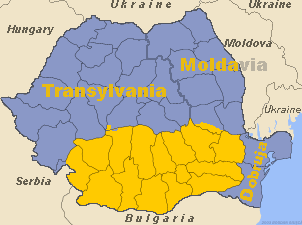
特兰西瓦尼亚、摩尔达维亚，以及瓦拉几亚（黄）的现代政治划分。摩尔达维亚东部今属摩尔多瓦

瓦拉几亚地区地处巴尔干半岛东北，面积约为77,000平方公里，位于多瑙河以北、喀尔巴阡山脉以南。瓦拉几亚东临多布罗加与黑海、西边的邻居是塞尔维亚，东北方向是摩尔达维亚、西北方是特兰西瓦尼亚。以奥尔特河为界，瓦拉几亚可分为东部的蒙特尼亚（大瓦拉几亚）与西部的奥尔特尼亚（小瓦拉几亚）两个区域。瓦拉几亚的传统政治中心是东部的蒙特尼亚（大瓦拉几亚）地区，有时瓦拉几亚一词也用来特指大瓦拉几亚地区。

## 社会
瓦拉几亚大公国的国教是东正教。最初瓦拉几亚上层较为通行的语言是古教会斯拉夫语与希腊语，但从18世纪开始，罗马尼亚语开始成为瓦拉几亚正式的官方语言:70-86。
瓦拉几亚成为奥斯曼帝国附庸后，奥斯曼帝国并未强制在瓦拉几亚引入奥斯曼式的社会制度，瓦拉几亚原有的封建关系与社会阶级得到维持。但瓦拉几亚每年都需要向奥斯曼帝国缴纳大量的贡金，许多瓦拉几亚的农产品都被运到奥斯曼。为了支付繁重的年贡，瓦拉几亚统治阶级不得不加强对农民的盘剥。许多农民无法支付繁重税收，以致不得不卖掉土地和耕牛成为农奴。瓦拉几亚的农奴制直到1864年罗马尼亚联合公国时期才废除。瓦拉几亚历史上也曾有大量的罗姆人（吉普赛人）奴隶。1848年革命后成为瓦拉几亚大公的巴尔布·什蒂尔贝伊是一个现代化改革的拥护者。在他的推动下，经历一系列前置性的改革后，1856年，瓦拉几亚正式废除奴隶制，解放罗姆人奴隶为自由人。

## 人口
根据当代历史学家的推测，15世纪大约有50万人居住在瓦拉几亚。1859年时瓦拉几亚大公国共有2,400,921人口。根据2011年罗马尼亚方面的统计数据，瓦拉几亚地区共有8,256,532人口，其中97%是罗马尼亚人、2.5%是罗姆人（吉普赛人），另外0.5%是其他族群背景者。

## 外部連結
- 维基共享资源上的相關多媒體資源：瓦拉幾亞